# Графенауэр, Нико
Нико Графенауэр (словен. Niko Grafenauer; 5 декабря 1940, Любляна) — словенский и югославский поэт, прозаик, публицист, эссеист, историк литературы, редактор и переводчик. Академик Словенской академии наук и искусств (с 2009).

## Биография
Родился в бедной рабочей семье. В возрасте полутора лет остался полным сиротой. ос в семье старшей сестры. До 1969 года изучал историю литературы в университете Любляны.
С 1971 года был главным редактором журнала «Problemi», с 1973 года работал редактором детской художественной литературы в Люблянском издательстве «Mladinska knjiga».
В 1982 году был одним из основателей оппозиционного журнала «Nove Revije». В 1990-х — начале 2000-х годов занимал пост главного редактора журнала.
С 2009 года — член Словенской академии наук и искусств.

## Творчество
Поэт-модернист.
Дебютировал, как поэт в 1950-х годах в литературном журнале «Sodobnost». Начинал со стихов для детей. Внёс большой вклад в развитие детской литературы Словении.
Под влияние философии Мартина Хайдеггера и герменевтики позже перешёл к экзистенциальной рефлексивной поэзии. Его поэтика основана на экзистенциальном ощущении отдельной судьбы личности, одинокого человека.
Переводил с немецкого стихи Ф. Гёльдерлина и Г. Бенна, поэтов, близких экзистенциализму, Р. Рильке, П. Целана, Х. М. Энценсбергера, творчество которого имеет уклон прежде всего в социальную критику.
Считается одним из видных поэтов в словенской литературе после Второй мировой войны.

## Избранные произведения
Поэзия
- Večer pred praznikom (1962)
- Stiska jezika (1965)
- Štukature (1975)
- Pesmi (1979)
- Skrivnosti (1983, 2007)
- Palimpsesti (1984)
- Izbrisi (сборник, 10 элегий, 1989)
- Samota (1990)
- Dramilo v pedesetih epigramih Nika Grafenauerja (1991)
- Vezi daljav (1996)
- Odtisi (1999)
- Nočitve (2005)

Эссе
- Josip Murn-Aleksandrov (1965)
- Pesniški svet Srečka Kosovela (1965)
- Kritika in poetika (1974)
- Izročenost pesmi (1982)
- Album slovenskih pisateljev (в соавт. 1983)
- Tretja beseda (1991)
- Odisej v labirintu: eseji o slovenskem pesništvu (2001)

Проза для детей
- Majhnica (1987)
- Majhnica in Katrca Škrateljca (1987)
- Mahajana in druge pravljice o Majhnici (1990)
- 2 книжки сказок для детей

## Награды
- Лауреат премии Левстика лучшим детским писателям (1980, 1987, 2007),
- Лауреат премий Франце Прешерна (1997).